# Картьєрул-Димбу
Картьєрул-Димбу (рум. Cartierul Dâmbu) — село у повіті Прахова в Румунії. Входить до складу комуни Берчень.
Село розташоване на відстані 54 км на північ від Бухареста, 3 км на південний схід від Плоєшті, 88 км на південний схід від Брашова.

## Населення
За даними перепису населення 2002 року у селі проживали 492 особи, усі — румуни. Усі жителі села рідною мовою назвали румунську.